# MechWarrior 5: Mercenaries
MechWarrior 5: Mercenaries é um jogo de mecha do universo do BattleTech, desenvolvido e publicado pela Piranha Games lançado em 10 de dezembro de 2019, no Microsoft Windows. É o primeiro jogo para um jogador da série MechWarrior desde 2002. Inicialmente estava disponível como um título exclusivo da Epic Games Store, que, como outros jogos com acordos de exclusividade da Epic Games Store, foi recebido com críticas. Em 7 de maio de 2020, foi disponibilizado através de Xbox Game Pass para PC. Em 27 de maio de 2021, foi disponibilizado em plataformas adicionais, incluindo Xbox Series X/S, Xbox One, Steam e GOG, além do pacote DLC Heroes of the Inner Sphere, Call to Arms, and Rise of Rasalhague. No PC, ele apresenta ray tracing e também DLSS.  O jogo vendeu dois milhões de unidades até outubro de 2024. Piranha Games lançou uma sequência, MechWarrior 5: Clans, em 16 de outubro de 2024.

## Sinopsia
MechWarrior 5: Mercenaries é ambientado no universo BattleTech. O jogo começa em 3015 durante a década final da Terceira Guerra de Sucessão, colocando o jogador como um mercenário novato MechWarrior surgindo das cinzas de uma unidade mercenária demolida. Eles podem aceitar contratos de várias facções disponíveis neste período de tempo. A campanha vai até 3049, pouco antes da Invasão do Clã.

## Enredo
O jogador assume o papel de "comandante mason", o único filho de nikolai mason, oficial comandante dos cavaliers de nik, um pequeno grupo mercenário cuja base fica no mundo dos sóis federados de de berry em 3015. tendo atingido a maioridade e levando um battlemech modelo "centurion" reconstruído à prova com seu pai, esta missão de treinamento é interrompida por um ataque surpresa de uma misteriosa unidade mercenária exigindo informações de nikolai. recusando-se a divulgar as coordenadas misteriosas que eles procuram, nikolai ordena que seu filho retorne à base e fuja a bordo da nave de transporte da unidade, sacrificando sua vida para garantir sua fuga.
Reduzidos a apenas dois battlemechs, mason e os sobreviventes dos cavaliers (ryana campbell, a oficial de operações, e fahad arazad, o técnico chefe) procuram sebastian spears, um agente de alto nível da empresa interestelar expeditions e um amigo de longa data de seu pai que fornece assistência para escapar do sistema. usando um número de registro de mercenário reutilizado para mascarar suas origens, o comandante mason deve reconstruir seu comando para localizar e derrotar seus inimigos e vingar seu pai, bem como descobrir o segredo que seu pai levou para o túmulo.
Conforme mason completa missões ao longo do tempo, a reputação dos cavaliers de nik cresce e eles constroem uma empresa de 'mechs' progressivamente mais fortes com pilotos veteranos. depois de deixar o espaço federated suns para a liga do mundo livre em busca de pistas, eles finalmente descobrem o nome do grupo mercenário que os atacou: Black Inferno.  Por meio de uma série de escaramuças contra a Black Inferno que acontecem da Liga do Mundo Livre à Comunidade Lyran, Mason descobre que há, de fato, duas pessoas responsáveis pela morte de seu pai: Andreas Kane, líder da Black Inferno (que matou Nikolai), e Kenzo Yamata, que deu a ordem. Yamata é um membro de alto escalão da imensamente poderosa e secreta empresa ComStar: controladores de praticamente todas as comunicações interestelares e benfeitor da Black Inferno.
Por recomendação de Spear, os Cavaliers de Nik atacam a base de reparo e salvamento de Black Inferno em busca de 'Mechs mais fortes em preparação para um ataque à fortaleza de Black Inferno. Zavarov, um oficial de elite de Black Inferno, pilota o 'Victor' 'Mech de Nikolai como uma forma de guerra psicológica contra Mason. Mason a mata e recupera o 'Mech de seu pai. Com poder de fogo suficiente finalmente, os Cavaliers de Nik lançam um ataque total à base final de Black Inferno. Lá, Mason enfrenta Kane em seu 'King Crab' 'Mech. Embora Mason prevaleça e até destrua toda a base de Black Inferno, Yamata escapa, usando Kane como uma distração.
Com a ajuda de Spear, Ryana consegue decifrar uma série de coordenadas do 'Victor' de Nikolai, levando-os ao espaço desconhecido na periferia do espaço Draconis Combine. Eles descobrem que os planetas lá estão repletos de tecnologia perdida antiga (conhecida como LosTech) que a ComStar deseja explorar.  Com seu alvo agora mudando de Black Inferno para ComStar, Mason captura e destrói postos avançados da ComStar em vários planetas. Finalmente, o próprio Yamata chega em seu LosTech 'Annihilator' 'Mech para lidar com Mason de uma vez por todas. Após uma batalha árdua, Mason derrota Yamata. Imediatamente depois, Fahad relata que o 'Victor' de Nikolai está enviando um sinal para uma baía secreta de 'Mech nas proximidades. Lá, eles descobrem um LosTech 'Mech chamado 'Nightstar'.
Por meio de um registro de áudio no 'Nightstar', Mason e seus aliados percebem que o imensamente poderoso 'Mech pertencia a Nikolai. Ele o escondeu décadas atrás para evitar levantar suspeitas sobre suas origens, já que esse modelo de 'Mech não era visto na Esfera Interna do espaço conhecido há mais de dois séculos. Além disso, 'Nikolai Mason' era uma identidade que ele adotou para uma missão de espionagem na Esfera Interna.  Alcançando o conjunto final de coordenadas que Nikolai deixou para trás, os Cavaliers e as Expedições Interestelares de Nik chegam a uma enorme base subterrânea com um tesouro de LosTech. Ela é visivelmente marcada com um emblema de estrela vermelha que lembra a Força de Defesa da Liga Estelar (um antigo exército que protegia a Esfera Interna e que desapareceu há centenas de anos). A ComStar os alcança, enviando ondas de BattleMechs para destruí-los e proteger a LosTech para si. Sem ter para onde correr, os Cavaliers de Nik fazem uma última resistência, enquanto Ryana recupera todos os dados de LosTech da base antes que os Cavaliers de Nik escapem em sua DropShip.
Mason finalmente entende que seu pai se originou de uma região desconhecida do espaço além da Esfera Interna. No entanto, sua chegada foi detectada pela ComStar. Sabendo que ele tinha acesso à LosTech, a ComStar o rastreou por anos antes de finalmente enviar Black Inferno para atacá-lo no início do jogo. Os Cavaliers de Nik entregam os dados a Spears, que promete que a Interstellar Expeditions os usaria para melhorar a Esfera Interna. Tendo vingado a morte de seu pai e resolvido o mistério das coordenadas finalmente, Mason está finalmente em paz. Ryana e Fahad especulam que o povo de Nikolai um dia chegará à Esfera Interna.

## Produção
Mechwarrior 5: Mercenaries foi oficialmente revelado em um estágio alfa inicial durante o show anual MechCon da Piranha Games em dezembro de 2016, onde Russ Bullock, o CEO da Piranha Games, fez uma demonstração ao vivo  mostrando o jogo com um hangar, um mech shadowhawk e combate contra um mech raven pilotado por IA. o jogo seria desenvolvido no Unreal Engine 4, afastando-se assim do uso do CryEngine do MechWarrior Online, mas ainda usando ativos existentes do mechwarrior: Online, como os modelos de mech. O jogo estava em pré-produção há um tempo com um teaser na MechCon seguinte em dezembro de 2017 que apresentou o hangar de dropship, edifícios destrutíveis, VTOLs como inimigos e a premissa da história principal do protagonista do jogador assumindo o manto de presidir a empresa mercenária de seus pais. Em 2018, a Piranha Games comercializou o jogo com ênfase em suas missões geradas processualmente com base em diferentes biomas. Na Mechcon anual em dezembro de 2018, a Piranha Games criou quatro 'Super Pods' personalizados que permitiram que convidados VIP jogassem uma demonstração de Mechwarrior 5: Mercenaries. Esta demonstração foi também jogado e transmitido ao vivo pelos funcionários da Piranha Games e então acompanhado de um trailer da data de lançamento visando um lançamento em 2019.

### Pre-venda da campanha e exclusividade da Epic Game Store
Em janeiro de 2019, a Piranha Games revelou a pré-encomenda de Mechwarrior 5: Mercenaries chamada a edição da comunidade que permitiu aos fãs encomendar o jogo e receber um conjunto de extras digitais para o jogo (manuais, skins de mech, trilha sonora), bem como moeda do jogo e novos chassis de mech em Mechwarrior: Online. No site, a Piranha Games especificou que aqueles que fizessem a pré-encomenda receberiam uma chave Steam ou GOG. Esta Community Edition gerou cerca de 20.000 pré-encomendas do jogo. mais tarde, em junho de 2019, a piranha games revelou que havia concordado com a Epic Games em MechWarrior 5: Mercenaries se tornar um lançamento exclusivo em sua loja digital online Epic Games Store, voltando assim à promessa de cópias do Steam e GOG para aqueles que fizeram a pré-encomenda, conforme estipulado na Community Edition. Como forma de compensar, a Piranha Games permitiu reembolsos integrais para qualquer pessoa insatisfeita com a exclusividade da Epic Games Store e permitiu que os clientes que fizeram o reembolso mantivessem seu conteúdo bônus extra para Mechwarrior: Online. Apenas 700 dos 20.000 clientes que fizeram a pré-encomenda escolheram pedir um reembolso. A Piranha Games afirmou que a exclusividade da Epic Games Store resultou em fundos extras que permitiu que eles contratassem mais desenvolvedores para melhorar o jogo, como iluminação e história. O lançamento em 10 de dezembro de 2019 foi acompanhado por uma série de recursos de mídia, incluindo uma novela grátis pelo autor da Battletech Randall Bills e um imprimível caixa grande do PC recorte para seguir a tradição dos jogos Mechwarrior anteriores e seu modo mais antigo de distribuição física.

### DLC1: Heroes of The Inner Sphere & Year One Update & Lançamento no Xbox
Após lançar a primeira versão de mechwarrior 5: Mercenaries para a Epic Game Store em 10 de dezembro de 2019, a Piranha Games continuou a trabalhar em mais conteúdo e atualizações gerais de qualidade de vida para Mechwarrior 5: Mercenaries. Devido à pandemia de COVID-19 e à mudança para o desenvolvimento remoto, o primeiro conteúdo para download foi adiado para o final de 2020. Isso coincidiu com a notícia de que a Piranha Games seria adquirida pelo grupo de investidores EnadGlobal7 em novembro de 2020. Esta aquisição colocou a Piranha Games em contato com outras empresas dentro da EnadGlobal7, como as empresas de marketing Sold Out e Petrol, que sugeriram que o próximo DLC deveria ser combinado não apenas com o próximo lançamento do Steam e GOG, mas também com uma versão de console Xbox One/Xbox Series S/X na qual a Piranha estava trabalhando, resultando assim em um grande impulso de marketing. Isso significa que a Piranha Games combinou o primeiro DLC intitulado Heroes of the Inner Sphere com uma grande atualização do jogo chamada 'Year One' e o lançamento do Steam, GOG e Xbox em um único lançamento em 27 de maio de 2021. A atualização do Year One incluiu uma série de melhorias de qualidade de vida para o jogo, como melhor IA, novos efeitos sonoros, melhores efeitos gráficos, uma introdução renovada e novas cutscenes. Heroes of the Inner Sphere incluiu novos tipos de missão, novos chassis e variantes de mech, novos biomas e novas missões personalizadas. Este lançamento viu um forte impulso de marketing com, por exemplo, o E3 PC Gaming Show apresentado como ocorrendo dentro do universo Mechwarrior.

### DLC2: Kestrel Lancers e lançamento no PlayStation
Enquanto heroes of the inner sphere foi trabalhado durante 2020, a piranha games também trabalhou no segundo conteúdo para download para mechwarrior 5: Mercenaries. Isso foi revelado em setembro de 2021 junto com o anúncio de que Mechwarrior 5: Mercenaries chegaria ao PlayStation 4 e PlayStation 5. Esta foi a primeira vez em mais de 20 anos que um jogo mechwarrior apareceu no playstation desde MechWarrior 2: Arcade Edition em 1997, já que a Microsoft detém os direitos de todas as instâncias eletrônicas de BattleTech e MechWarrior após adquirir a FASA Interactive em janeiro de 1999. O Kestrel Lancers apresentou uma nova campanha linear ambientada na 4ª Guerra de Sucessão, biomas urbanos, novas variantes de mechs e sua atualização de jogo base incluiu combate corpo a corpo, novo HUD e troca de lanceiros. Seu lançamento foi acompanhado por um trailer de lançamento retratando o casamento entre Hanse-Davion e Melissa Steiner, um evento famoso no universo fictício de Battletech.

### DLC3: Call to Arms
Lançado em 8 de junho de 2022, este DLC adicionou o mecha Hatchetman e nove novas armas corpo a corpo, bem como uma linha de missões apresentando o Povo Independente de Skye como empregador.

### DLC4: Rise of Rasalhague
em 30 de novembro de 2022, a piranha games anunciou em seu site que um quarto conteúdo para download para mechwarrior 5: Mercenaries seria lançado em 26 de janeiro de 2023, conhecido como Rise of Rasalhague, juntamente com uma atualização gratuita do jogo, adicionando novos conteúdos adicionais no jogo; apresentando uma nova linha de missões na qual os jogadores se juntam ao povo da luta de Rasalhague pela liberdade e independência das Grandes Casas. O DLC adiciona o mech Crusader e o recurso "Rival Mercenaries", permitindo que você interaja com várias outras empresas mercenárias junto com o infame Bounty Hunter.

### DLC5: The Dragon's Gambit
Em 26 de julho de 2023, o 5º DLC foi anunciado para MW5, The Dragon's Gambit, para ser lançado em 28 de setembro de 2023. Este DLC ocorre após a 4ª Guerra de Sucessão, enquanto The Draconis Combine tenta se defender das forças FedComm. O DLC incluirá 15 missões, um novo chassi Mech, o Longbow, com 5 versões diferentes do chassi disponíveis, novas variantes especiais de Mechs existentes e a adição de modo multijogador e combate em equipe para missões de ação instantânea. 

### DLC6: Solaris Showdown
Em 14 de março de 2024, o 6º DLC para MW5: Mercenaries foi lançado intitulado Solaris Showdown. o dlc trouxe de volta o dublador favorito dos fãs george ledoux para reprisar seu papel como duncan fisher, um personagem que foi previamente estabelecido em MechWarrior 4: Mercenaries. O dlc introduz novos tipos de missão e uma campanha menor com foco no combate de arena de gladiadores encontrado nos torneios Solaris 7. O dlc também introduziu o mech Roughneck e suas diferentes variantes para o jogo

## Recepção
No lançamento, MechWarrior 5: Mercenaries recebeu "críticas mistas ou médias" de acordo com o agregador de avaliações, Metacritic. Suas vendas iniciais na Epic Games Store geraram "centenas de milhares" de cópias vendidas e o lançamento do Steam, GOG e Xbox em maio de 2021 viu o produto ter um desempenho 'acima das expectativas' ao vender cerca de 160.000 unidades, com 81% dessas unidades vindas do Steam. De acordo com a editora EnadGlobal7, o lançamento do PlayStation em outubro teve um desempenho financeiro inferior. Em julho de 2023, Mechwarrior 5: Mercenaries tinha 83% de avaliações positivas no Steam de um total de 7.294 avaliações, uma classificação que a Valve classifica como "muito positiva". Em outubro de 2024, o jogo vendeu dois milhões de unidades.